# Agata Kornhauser-Duda
Agata Kornhauser-Duda (født 2. april 1972) er Polens førstedame som præsident Andrzej Dudas kone.

## Baggrund
Agata Kornhauser-Duda blev født i Kraków og var barn af poeten Julian Kornhauser og Alicja Wojna. Hun har en bror ved navn Jakub som er poet og oversætter.
Hun har været gift med Andrzej Duda siden 21. December 1994. Sammen har parret en datter ved navn Kinga.